# Josep Puerto
Josep Puerto Guaita (Almussafes, 8 marzo 1999) è un cestista spagnolo.